# Budevska (inslagkrater)
Budevska is een inslagkrater op Venus. Budevska werd in 1991 genoemd naar de Bulgaarse actrice Adriana Budevska (1878-1955).
De krater heeft een diameter van 18,7 kilometer en bevindt zich in het quadrangle Greenaway (V-24).